# Delitto a Porta Romana
Delitto a Porta Romana è un film del 1980, diretto da Bruno Corbucci ed è il settimo capitolo in cui il personaggio di Nico Giraldi è interpretato da Tomas Milian.

## Trama
Un ladruncolo soprannominato Venticello sta svaligiando una casa di Milano a Porta Romana, nella quale è entrato con le chiavi sottratte con destrezza al proprietario durante la partita di calcio Inter - Roma. Mentre la razzia ha luogo, giungono inaspettatamente la moglie del proprietario e il suo amante; Venticello si nasconde sotto un letto, sul quale, oltre che un amplesso, viene consumato però l'omicidio della donna a opera dello sconosciuto.
Venticello riesce a cogliere di sfuggita una cicatrice su un tallone dell'assassino e fugge precipitosamente appena questi si dilegua, ma nella fuga che segue viene arrestato e accusato di omicidio. Il maresciallo Nico Giraldi, suo amico di lungo corso, e in attesa della nascita del primogenito, viene chiamato a Milano per indagare sul caso. Giraldi lascia provvisoriamente a Roma la moglie, che poi lo raggiungerà a Milano a bordo di un camper, in attesa di partorire e la nonna sorda. Dopo una serie di vicissitudini, tra le quali un inseguimento in pattini per le vie di Milano, Nico riesce a trovare l'assassino (che è un primario che aveva una relazione con la vittima) e tornare a Roma in tempo per farvi nascere il figlio.

## Produzione
Le riprese del film vennero realizzate a Milano, Varese (scena del Palaghiaccio), Roma, Castel Gandolfo (scena del camper parcheggiato in prossimità del Lago di Albano), oltre a vari punti dell'Autostrada del Sole e della superstrada E45 per le scene del rocambolesco viaggio di ritorno a Roma.

## Distribuzione
La pellicola venne distribuita nelle sale cinematografiche italiane dalla Titanus il 30 ottobre 1980.